# Kyler Murray
Kyler Cole Murray (Bedford, 7 agosto 1997) è un giocatore di football americano statunitense che milita nel ruolo di quarterback per gli Arizona Cardinals della National Football League (NFL). Nel 2018 ha vinto l'Heisman Trophy, il massimo riconoscimento individuale nel football universitario.

## Carriera universitaria
Murray iniziò la carriera nel college football con i Texas A&M Aggies nel 2015. L'anno successivo si trasferì ad Oklahoma, venendo costretto a saltare l'intera annata per le regole sui trasferimenti della NCAA. Nel 2017 fu la riserva di Baker Mayfield, diventando titolare l'anno successivo. Nel 2018 guadagnò oltre 4.000 yard e 40 touchdown, venendo premiato con il prestigioso Heisman Trophy come miglior giocatore della nazione, dando ai Sooners il secondo vincitore consecutivo dopo Mayfield.

### Vittorie e premi
- Heisman Trophy (2018)
- Giocatore offensivo dell'anno della Big 12 Conference (2018)
- Davey O'Brien Award (2018)
- Manning Award (2018)

### Statistiche

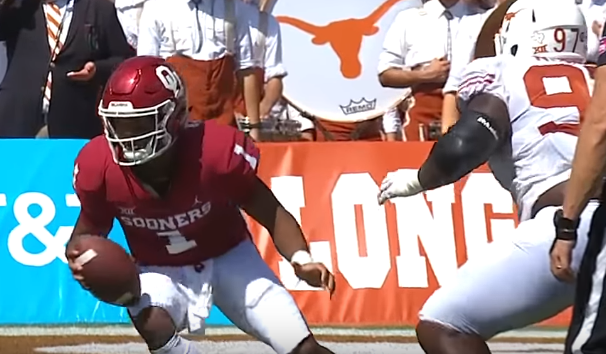
Murray contro Texas il 6 ottobre 2018

| Anno   | Squadra   | Passaggi | Passaggi | Passaggi | Passaggi | Passaggi | Passaggi | Passaggi | Corse | Corse | Corse | Corse |
| Anno   | Squadra   | Cmp      | Ten      | %        | Yard     | TD       | Int      | Rat      | Ten   | Yard  | Media | TD    |
| ------ | --------- | -------- | -------- | -------- | -------- | -------- | -------- | -------- | ----- | ----- | ----- | ----- |
| 2015   | Texas A&M | 72       | 121      | 59.5     | 686      | 5        | 7        | 109.2    | 53    | 335   | 6.3   | 1     |
| 2016   | Oklahoma  | —        | —        | —        | —        | —        | —        | —        | —     | —     | —     | —     |
| 2017   | Oklahoma  | 18       | 21       | 85.7     | 359      | 3        | 0        | 276.5    | 14    | 142   | 10.1  | 0     |
| 2018   | Oklahoma  | 216      | 306      | 70.6     | 3,674    | 37       | 7        | 206.8    | 113   | 853   | 7.5   | 11    |
| Totale | Totale    | 306      | 448      | 68.3     | 4,719    | 45       | 14       | 183.7    | 179   | 1,330 | 7.4   | 12    |

## Carriera professionistica

### Arizona Cardinals

#### Stagione 2019
Murray fu scelto come primo assoluto nel Draft NFL 2019 dagli Arizona Cardinals. Debuttò come professionista partendo come titolare nel pareggio del primo turno contro i Detroit Lions passando 308 yard, 2 touchdown e subendo un intercetto. Sette giorni dopo divenne il secondo quarterback della storia dopo Cam Newton a lanciare oltre 300 yard in entrambe le sue prime partite, ma Arizona fu sconfitta dai Baltimore Ravens. La prima vittoria giunse nel quinto turno contro i Cincinnati Bengals in cui passò 253 yard e segnò un touchdown su corsa. Sette giorni dopo giunse la seconda vittoria, dove Murray passò per la prima volta tre touchdown in una partita, senza subire sack e intercetti, venendo premiato come miglior giocatore offensivo della NFC della settimana e come rookie della settimana. Nel decimo turno Murray stabilì un nuovo record per un rookie con 211 passaggi consecutivi senza subire intercetti, superando il vecchio primato di 176 condiviso da Dak Prescott e Derek Carr. Fu anche la più lunga striscia per un giocatore dei Cardinals dal 1991. La sua prima stagione si chiuse con 3.722 yard passate, 20 touchdown e 12 intercetti, venendo inserito nella formazione ideale dei rookie della Pro Football Writers Association. I Cardinals terminarono con un record di 5-10-1 all'ultimo posto della division. Il 1º febbraio 2020 fu premiato come rookie offensivo dell'anno.

#### Stagione 2020

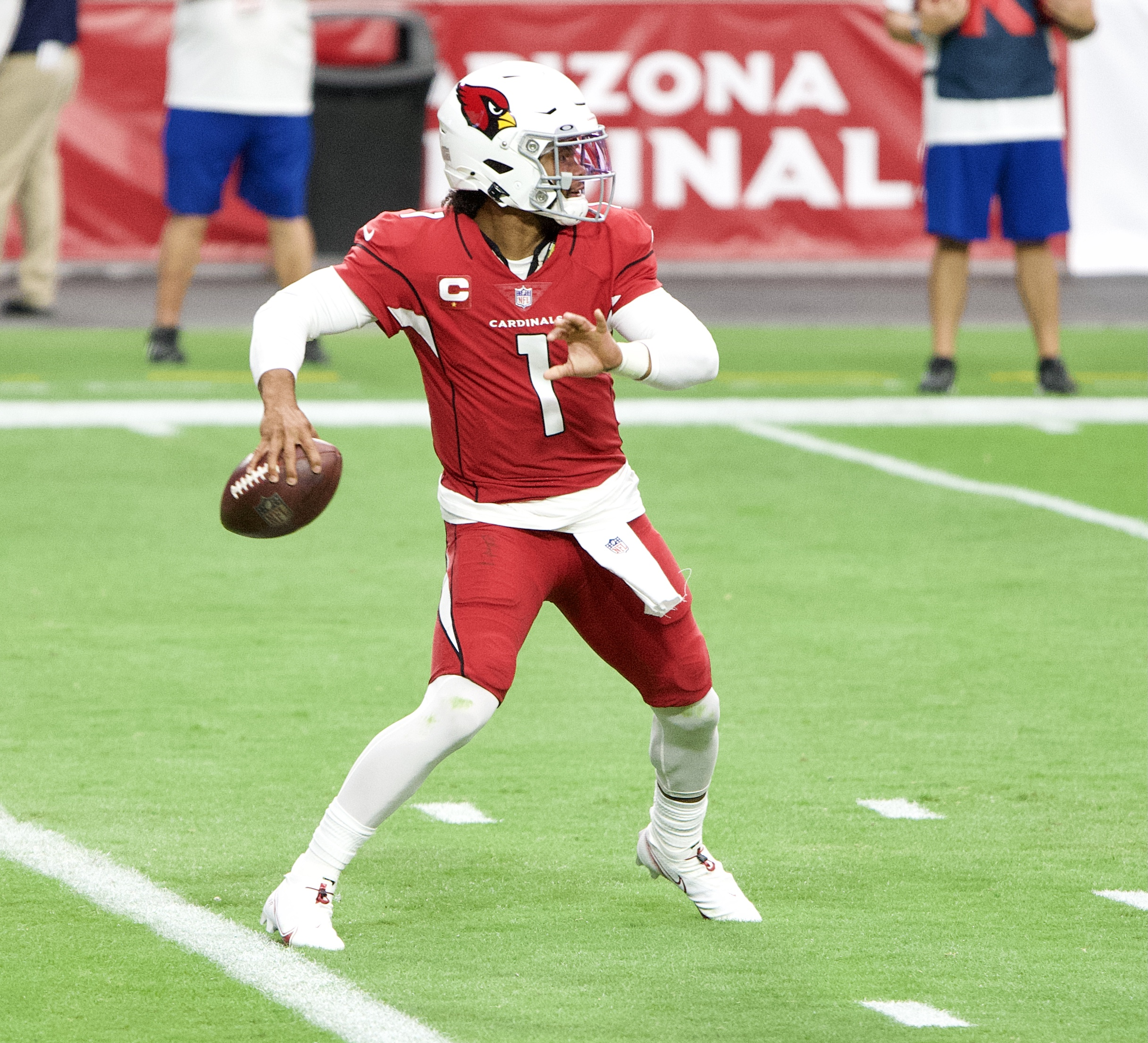
Murray nel 2020

Murray aprì la sua seconda stagione con una vittoria sui 49ers in cui passò 230 yard, un touchdown e un intercetto, guidando anche la squadra con 91 yard corse. Dopo due sconfitte consecutive la squadra tornò alla vittoria nella settimana 5 contro i New York Jets in cui passò un nuovo primato personale di 380 yard, con un touchdown passato e uno su corsa, venendo premiato come giocatore offensivo della NFC della settimana. Vinse nuovamente tale premio nella settimana 7 dopo avere sconfitto gli imbattuti Seattle Seahawks in cui passò 360 yard, tre touchdown e un quarto segnato su corsa. Nella settimana 10 Murray fu decisivo con un Hail Mary pass per DeAndre Hopkins a tempo scaduto che diede ai Cardinals la vittoria sui Buffalo Bills. In quella partita divenne il primo giocatore della storia a far registrare un touchdown passato e uno segnato su corsa per cinque gare consecutive.
Nel 15º turno Murray passò un nuovo primato personale di 406 yard e passò tre touchdown nella vittoria sui Philadelphia Eagles, venendo premiato come giocatore offensivo della settimana. Nell'ultimo turno sarebbe bastata una vittoria sui Rams per qualificare i Cardinals ai playoff ma Murray passò la maggior parte della partita fuori dal campo infortunato e Arizona fu sconfitta per 18-7. A fine stagione fu convocato per il suo primo Pro Bowl (non disputato a causa della pandemia di COVID-19) dopo avere terminato con 3.971 yard passate, 26 touchdown, 12 intercetti e 11 marcature su corsa.

#### Stagione 2021
Murray aprì la sua terza stagione con 4 touchdown passati e uno segnato su corsa (con un intercetto) nella vittoria sui Tennessee Titans. Nel turno successivo passò 400 yard, segnò 4 touchdown totali e subì due intercetti nella vittoria sui ̣̼Minnesota Vikings, venendo premiato come giocatore offensivo della NFC della settimana. Nel nono turno saltò per infortunio la prima gara in carriera. A fine stagione fu convocato per il suo secondo Pro Bowl dopo avere passato 3.787 yard, 24 touchdown e 10 intercetti. I Cardinals furono subito eliminati nel primo turno di playoff dai Rams futuri vincitori del Super Bowl, in una gara in cui Murray faticò per tutta la partita lanciando 137 yard e 2 intercetti per un passer rating di 40,9, il minimo in carriera.

#### Stagione 2022
Il 21 luglio 2022 Murray firmò un rinnovo quinquennale del valore di 230 milioni di dollari con i Cardinals, inclusi 160 milioni garantiti. Dopo una netta sconfitta all'esordio contro i Chiefs, Murray portò i Cardinals a rimontare uno svantaggio di 20-0 contro i Las Vegas Raiders vincendo per 29-23 ai tempi supplementari. La sua partita si chiuse con 277 yard passate, un touchdown passato, uno su corsa e un intercetto.
Nella settimana 14 contro i New England Patriots nel Monday Night Football, Murray si ruppe il legamento crociato anteriore, chiudendo la sua stagione. La sua annata si chiuse con 2.368 yard passate, 14 touchdown passati, 7 intercetti e 3 touchdown su corsa in 11 partite.

#### Stagione 2023
Murray tornò in campo dopo 335 giorni nel decimo turno contro gli Atlanta Falcons. Senza di lui i Cardinals erano fermi a una sola vittoria in stagione. In quella partita guidò nel finale il drive della vittoria concluso con il field goal di Matt Prater.

#### Stagione 2024
Nella gara del secondo turno guidó i Cardinals nella larga vittoria 41-10 contro i Los Angeles Rams in cui completó 17 lanci su 21 tentati per 266 e tre touchdown e chiudendo con un passer rating perfetto di 158,3, prestazione che gli valse il riconoscimento di quarterback della settimana. Nell'ottavo turno, grazie ai suoi ricevitori Marvin Harrison Jr. e Trey McBride che superano entrambi le 100 yard, Murray passó per la prima volta in stagione oltre 300 yard nella vittoria in rimonta sui Dolphins. Due settimane dopo portò Arizona alla quarta vittoria consecutiva contro i New York Jets completando 22 passaggi su 24 per 266 yard, un touchdown passato e due segnati su corsa, venendo premiato come miglior giocatore offensivo della NFC della settimana. Nell'ultimo turno, con i Cardinals già eliminati dalla corsa ai playoff, Murray disputò la miglior prova stagionale, passando 242 yard e 4 touchdown nella vittoria per 47-24 sui 49ers.

## Palmarès
- Convocazioni al Pro Bowl: 2

2020, 2021
- Rookie offensivo dell'anno - 2019
- Giocatore offensivo della NFC della settimana: 6

6ª del 2019, 5ª, 7ª e 15ª del 2020, 2ª del 2021, 10ª del 2024
- Quarterback della settimana: 1

2ª del 2024
- Rookie della settimana: 1

6ª del 2019
- PFWA All-Rookie Team - 2019

## Carriera nel baseball
Murray, che aveva giocato a baseball al college nella squadra di Oklahoma parallelamente al football, fu scelto come nono assoluto nel Draft MLB 2018 dagli Oakland Athletics.